# 頭部移植

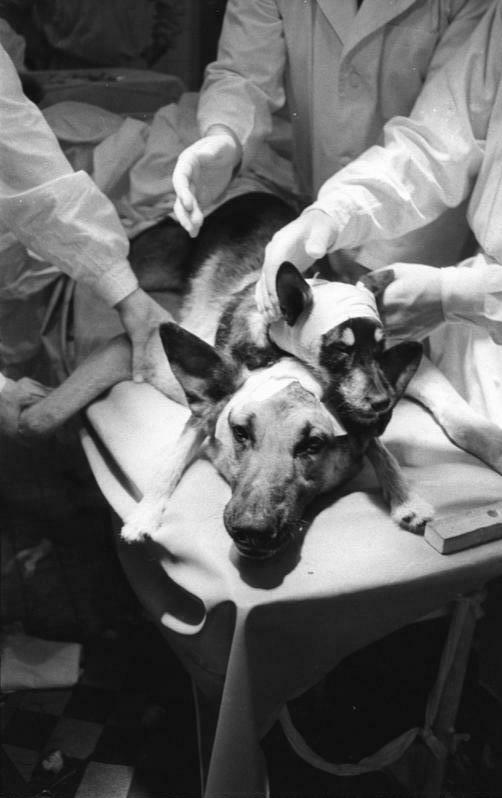
ウラジミール・デメカー医師による犬の頭部移植手術。1959年1月14日撮影。

頭部移植（とうぶいしょく）とは、生体の頭部および脳などを移植する外科手術である。

## 概要
頭部移植手術を試みた例は、古くからある。最古の記録は1908年5月21日に残っており、この頃にアメリカの生理学者であるチャールズ・クロード・ガスリーによる犬の頭部移植が成功している。1950年代のソ連（現在ロシア）では、軍医のウラジミール・デメカーが犬での頭部移植実験を行ったが、激しい拒絶反応を起こして死亡した。
サイエンスライターの金子隆一は著書「新世紀未来科学」（2001年刊）で「密かに伝えられるところによれば、イスラエルではすでに何度か、死刑囚を使ったヒトの首のすげかえ実験が行われ、ある程度生存させることにも成功しているという」と書いているが（80ページ）、イスラエルでは通常犯罪に対する死刑は廃止され、同国建国以来死刑判決が下され、執行されたのはアドルフ・アイヒマンのみである。
2000年代以降では、イタリアの医師であるセルジオ・カナヴェーロが技術のけん引を行っている。カナヴェーロ医師は、2016年にサルの頭部移植を成功させ、2017年にはラットの手術も成功し、術後にラットが歩く映像も公開され、同年11月にはカナヴェーロと協力者の中国ハルビン医科大学教授任暁平は二体の脳死した遺体を用いて世界初の頭部移植を行ったと発表した。2018年には、カナヴェーロらは生きた人間の頭部移植を中国で実施する計画を発表し、被験者は脊髄性筋萎縮症を患っており、車椅子生活が余儀なくされているロシア人のバレリー・スピリドノフとされた。しかし、スピリドノフは申し入れを撤回したことで計画は中止された。
移植技術の他、人体から取り出した脳を生存させる研究も行われている。